# Strategija
Strategija dolazi od starogrčke riječi stratēgos i doslovno znači "vođenje vojske" (grč. stratos : vojska, ago: voditi, strategos : vojskovođa). Vremenom je izgubljeno to prvobitno značenje, i koristi se da bi se označilo postupanje usmjereno ka ostvarivanju određenog cilja nakon dužeg planiranja.
Pojmovi strategija i taktika su usko povezani. Oba označavaju ispravno korištenje određenih sredstava u vremenu i prostoru, pri čemu se (vrlo pojednostavljeno rečeno) strategija odnosi na cilj, a taktika na način kako ostvariti postavljeni cilj.
Danas se izraz "strategija" koristi u više različitih vrsta ljudskih djelatnosti. 

## Vojna strategija
Prvo i izvorno se izraz koristio u vojsci. Od Hanibala pa do današnjih dana, postoji čitav niz velikih vojskovođa koji su ostali zapamćeni ponajviše upravo kao stratezi. Među njima su, pored Hanibala,  Belizar, Scipion Stariji, Cezar, Carl von Clausewitz, Giulio Douhet, Erwin Rommel, Liddell Hart, Kutuzov, Antoine-Henri Jomini, Napoleon, Sun Cu, Aleksandar Vasiljevič Suvorov, Helmuth Karl Bernhard Graf von Moltke, i dr.

## Politička strategija
To je u suvremenom smislu koncept za postizanje vlastitih zacrtanih ciljeva. Tu prije svega mora biti jasno koji se krajnji cilj želi ostvariti i kakvi su okviri i ograničenja za postizanje cilja.

## Strateške igre i sport
Poznate strateške igre su šah i backgammon. Pojavom kompjuterskih igara razvile su se i tu igre, koje traže pomno planiranje da bi se uspjelo završiti igru, a cijeli jedan segment tih igara nazivaju se strateške računalne igre. 
Poznate su strategije i u sportu. Primjer dugoročne strategije u sportu je kad se kupuju ili prodaju pojedini igrači, a još više kod stvaranja sportskog podmlatka.

## Strategija u gospodarstvu
Ovdje se pod strategijom najčešće smatra dugoročno planiranje ponašanja gospodarskog subjekta radi ostvarivanja postavljenog cilja. Tu postoji čitav niz strategija, kao što je poduzetnička strategija, marketinška strategija, strategija poslovanja itd.
Zbog širokog shvaćanja strategije napisane su i velike količine tekstova o istom. Zanimljive definicije i situacije iz prakse, bilo vezano uz strategiju marketinga ili menadžmenta možete pogledati kroz različite blogove, portale. Ovdje prikazujemo samo neke od njih.

## Poveznice
- Taktika